# Pf12
Pf12 – polskie oznaczenie austriackiego parowozu pospiesznego serii kkStB 308 (poprzednio KFNB IId) o układzie osi 2'B1'. Parowóz wykorzystywał parę nasyconą i silnik bliźniaczy.

## Produkcja i służba do I wojny światowej
Parowóz został skonstruowany w firmie Wiener Neustädter Lokomotivfabrik na zamówienie austriackiej Kolei Północnej Cesarza Ferdynanda (KFNB) i oznaczony początkowo na tej kolei jako seria IId. W latach 1895–1908 zbudowano 45 lokomotyw tej serii, które otrzymały na kolei numery 225 – 269. Po przejęciu kolei KFNB przez Cesarsko-Królewskie Koleje Państwowe (kkStB), zostały one również przejęte i oznaczone jako seria 308 (numery 308.01 do 308.45).
W 1908 roku wyprodukowano dalsze 12 lokomotyw, różniących się zastosowaniem w nich osuszacza pary systemu Clench. Nie spełnił on jednak oczekiwań i był następnie demontowany. Lokomotywy te otrzymały numery KNFB 270 – 281, następnie od 1909 roku zostały oznaczone jako seria 308.5 kkStB, z numerami od 308.500 do 308.511.
Ponadto, w latach 1898–1900 zbudowano 18 lokomotyw pierwotnego modelu dla Kolei Warszawsko-Wiedeńskiej (znajdującej się na terytorium Cesarstwa Rosyjskiego).
Trzy lokomotywy austriackie: 308.12, 308.36 i 308.38 były w latach 1913–1916 rekonstruowane przez zmianę układu osi na 2'C, z zastosowaniem mniejszych kół napędowych o średnicy 1614 mm. Otrzymały one nowe oznaczenie serii kkStB 227, z zachowaniem drugich członów numerów.

## Służba po I wojnie światowej
Po I wojnie światowej austro-węgierskie lokomotywy zostały rozdzielone pomiędzy nowo powstałe państwa. Łącznie z lokomotywami z Kolei Warszawsko-Wiedeńskiej, w okresie międzywojennym na PKP pracowało 19 maszyn, które otrzymały oznaczenie serii Pf12. Wśród nich, 9 zostało otrzymanych z Austrii (numery Pf12-1 do 3 i 14 do 19), z tego część dopiero w latach 1921–1923. Lokomotywy Pf12 służyły na PKP do wybuchu II wojny światowej, kiedy przynajmniej dwa zostały przejęte przez koleje radzieckie, a jeden przez niemieckie (oznaczony jako seria 14 001). Po wojnie nie było już maszyn tej serii na PKP.
15 lokomotyw serii 308 otrzymała Czechosłowacja, gdzie służyły na kolejach ČSD jako seria 274.0 (numery 274.001 do 274.015). Stacjonowały w lokomotywowniach Přerov i Břeclav i były używane do 1939 roku.
Koleje Austriackie (BBÖ) przejęły m.in. wszystkie 12 lokomotyw serii 308.5 i 3 serii 227, z zachowaniem dotychczasowych oznaczeń.

## Opis
Parowóz pospieszny, o układzie osi 2'B1' (Atlantic) – pierwszy europejski parowóz o takim układzie osi. Ostoja parowozu była zewnętrzna. Przedni wózek z osiami tocznymi średnicy 970 mm i rozstawem osi 2200 mm zapewniał dobre prowadzenie parowozu i osiąganie w praktyce prędkości maksymalnej do 125 km/h. Koła osi tylnej miały również średnicę 970 mm. Koła napędne miały średnicę 1960 mm, napędzane były poprzez korby Halla.
Silnik bliźniaczy dwucylindrowy, na parę nasyconą, z cylindrami na zewnątrz ostoi. Parowóz miał rozrząd Heusingera z zewnętrznym prowadzeniem dźwigni, co upraszczało obsługę i konserwację.